# Accuse di molestie sessuali su minore a Michael Jackson del 1993
Le accuse di molestie sessuali su minore a Michael Jackson del 1993 si ebbero quando il dentista e aspirante sceneggiatore di Los Angeles Evan Chandler accusò pubblicamente il cantante statunitense Michael Jackson di presunti abusi sessuali su suo figlio, allora tredicenne, Jordan Christopher "Jordie" Chandler. I verbali del caso indicano che Jackson e Jordan si conobbero nel febbraio 1993, ma altre fonti indicano invece il maggio 1992. Il patrigno di Jordan, il rivenditore d'auto David Schwartz, presentò Jordan a Jackson dopo che il cantante aveva noleggiato un'auto dalla sua concessionaria. Inizialmente Chandler incoraggiò l'amicizia tra i due. Tuttavia, successivamente Chandler espresse i propri sospetti alla sua ex-moglie June, che aveva la custodia di Jordan, circa il fatto che loro figlio potesse avere avuto una relazione "inappropriata" con Jackson.
Il 15 luglio il dott. Mathis Abrams, uno psichiatra, inviò una lettera all'avvocato di Chandler, Barry Rothman, affermando che sussistevano "ragionevoli sospetti" di abusi sessuali su minore. Abrams scrisse che se ci fosse stata una denuncia per abuso su minori, sarebbe stato obbligato per legge a contattare il Dipartimento dei servizi per l'infanzia della contea di Los Angeles. Il 4 agosto Chandler e Jordan si incontrarono con Jackson e Anthony Pellicano, l'investigatore privato di Jackson, e Chandler lesse la lettera di Abrams. Quindi, egli propose di negoziare per risolvere la faccenda privatamente con un accordo finanziario. Chandler e Rothman rifiutarono un'offerta di 350 000 dollari fatta da Jackson. Il 14 settembre 1993, i Chandler fecero causa a Jackson per molestie sessuali, seduzione, condotta dolosa, inflizione intenzionale di disagio emotivo, frode e negligenza.
Il 24 agosto 1993, durante la terza parte del Dangerous World Tour di Jackson, la notizia si diffuse sulla stampa e ricevette attenzione mediatica a livello internazionale. Jackson cancellò le date restanti della tournée per motivi di salute dovuti allo scandalo. Nel gennaio 1994, Jackson raggiunse con la famiglia un accordo finanziario per la cifra di 23 milioni di dollari. Nel settembre 1994, le indagini furono archiviate in quanto i Chandler si rifiutarono di collaborare, lasciando il caso senza il suo principale testimone.
Lo scandalo dovuto alle accuse ebbe ripercussioni sull'immagine pubblica di Jackson e sulle vendite dei suoi dischi. La Pepsi-Cola, all'epoca sponsor del cantante, rescisse il contratto per l'impatto mediatico negativo che aveva travolto l'immagine di Jackson, che inoltre fu costretto a cancellare metà delle date del Dangerous World Tour e poi a sospenderlo del tutto. Altre accuse di pedofilia fatte da terzi tornarono a colpire Michael Jackson nel 2003, che sfociarono, nel 2005, nel processo penale nel quale il cantante venne completamente assolto da tutte le accuse. Nel novembre 2009, cinque mesi dopo la morte di Jackson, Evan Chandler si suicidò sparandosi in testa nel suo appartamento di Jersey City nel New Jersey, dopo svariati anni di depressione e allontanamento dalla famiglia.

## Antefatti

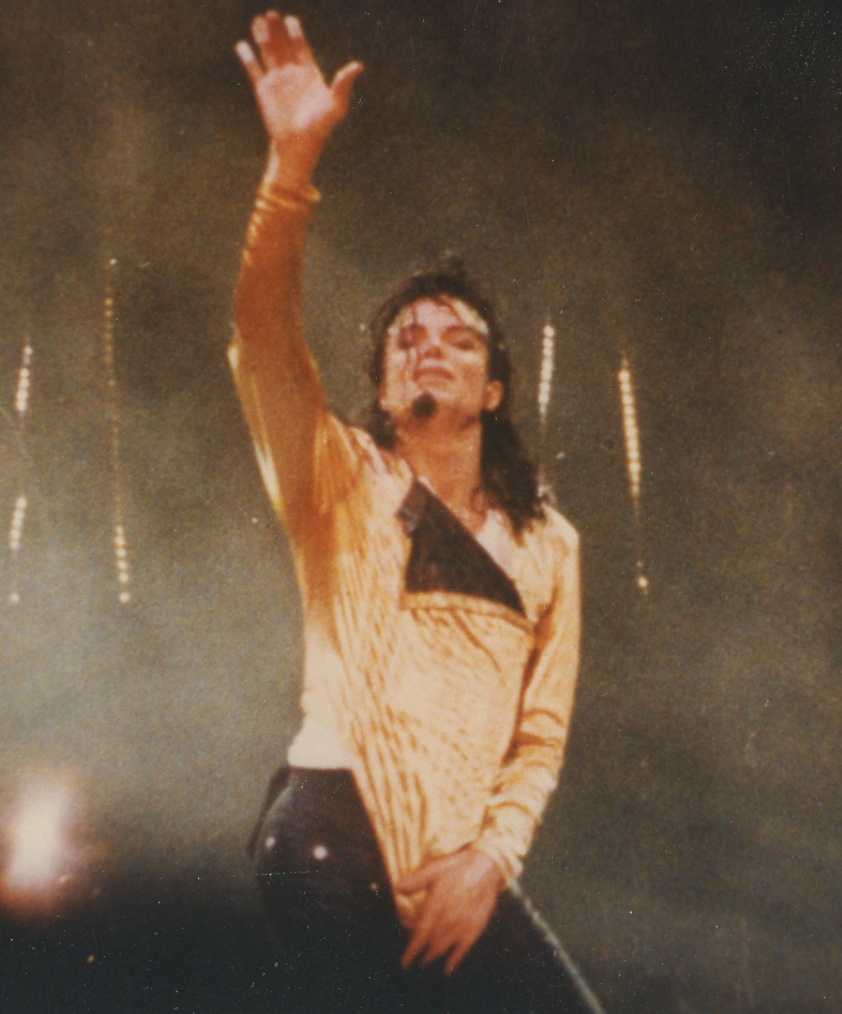
Michael Jackson durante il "Dangerous World Tour" nel 1992

Nel 1991 il cantante aveva pubblicato l'album Dangerous e nel 1992 si era imbarcato nel Dangerous World Tour, che si protrasse fino al 1993. Sia l'album che il tour ebbero un grandissimo successo in tutto il mondo, facendo di Jackson uno degli artisti più ricchi e più pagati dell'epoca e creando una grande attenzione mediatica sulle finanze dell'artista. Secondo Consequence nel 1993 la pop star Michael Jackson era "il musicista più famoso del mondo". Nel febbraio dello stesso anno, durante una pausa del tour, Jackson si trovava a Los Angeles alla guida di un'auto da solo quando questa si guastò e venne portata in un'officina locale della catena Rent-A-Wreck. Il proprietario, David Schwartz, disse a Jackson che il figlio della sua attuale moglie era un suo grande fan e telefonò allora alla consorte, June Chandler-Schwartz, chiedendole se volesse conoscere Jackson. La donna portò con sé il figlio, Jordan Chandler, nato da un precedente matrimonio, e chiese a Jackson se voleva chiamarlo qualche volta al telefono, dandole il numero telefonico della loro casa. Il padre di Jordan, Evan Chandler, era un dentista di Beverly Hills aspirante sceneggiatore che aveva tra i suoi pazienti molti VIP e, pertanto, era riuscito a piazzare una sua sceneggiatura a Hollywood scrivendo il film comico Robin Hood - Un uomo in calzamaglia, diretto da Mel Brooks.

Jackson iniziò a telefonare a Jordan e i due divennero presto amici molto stretti; così il cantante invitò Jordie, insieme alla sorellastra e alla madre, a visitare il Neverland Ranch nel fine settimana. Tutti insieme si recarono anche in vacanza a Las Vegas e in Florida. Questi viaggi interferirono con le visite prefissate di Jordan al padre biologico Evan, in quanto Jordie preferiva passare il suo tempo con Jackson e stare al Neverland Ranch.

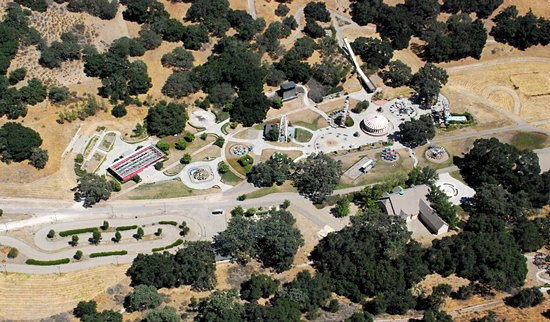
Il Neverland Ranch di Jackson, dove si presume abbiano avuto luogo alcuni degli abusi

Nel mese di maggio 1993, Jordie, sua sorella Lily e June accompagnarono Jackson a Monte Carlo per la cerimonia dei World Music Awards. Le foto e i filmati di Jackson seduto in prima fila tra il pubblico che teneva Jordy seduto sulle sue gambe fecero il giro del mondo e i tabloid iniziarono a insinuare che il cantante si fosse trovato una nuova famiglia; il National Enquirer pubblicò un articolo intitolato "Michael's New Adopted Family" ("La nuova famiglia adottiva di Michael"), insinuando il fatto che Jackson aveva "rubato" Jordan a suo padre, ma nessuno fece insinuazioni sulla sessualità dell'artista, facendo, anzi, notare che Jackson sedeva accanto ad un'avvenente donna asiatica (June) accennando ad una possibile nuova fiamma. Secondo l'avvocato di June, Michael Freeman, Evan era geloso e si sentiva "tagliato fuori". La donna raccontò a Jackson delle lamentele dell'ex marito, che l'artista non aveva ancora conosciuto di persona. Al suo ritorno dal Principato di Monaco, Jackson soggiornò per cinque giorni a casa Schwartz-Chandler dormendo in camera con Jordan e il suo fratellastro.
Il primo weekend di giugno 1993, Evan passò per una visita a sorpresa nella casa dell'ex moglie ed entrò nella camera da letto del figlio senza preavviso e, nella penombra, trovò Jordie che giocava con Michael Jackson e i due si presentarono per la prima volta. Evan Chandler ebbe inizialmente una buona impressione del cantante, ma in seguito riferì che cominciò ad avere sospetti sulla condotta di Jackson, anche se disse che il cantante e Jordan erano vestiti quando li vide a letto insieme e non affermò mai di avere assistito a una cattiva condotta da parte dell'artista. Quando Jackson chiese a Evan di ritirare Jordie dalla scuola per permettergli di seguirlo nelle tappe dell'Asia e del Sudamerica del suo Dangerous World Tour, il padre del ragazzo iniziò ad essere contrariato e ruppe i contatti con l'artista.

## Accuse
All'inizio di luglio, Dave Schwartz telefonò a Evan Chandler per discutere della relazione di Jordan con Jackson. All'insaputa di Evan, Schwartz registrò la telefonata. Chandler era ostile nei confronti di Jackson, descrivendolo come "malvagio". Egli disse che, se non avesse ottenuto da Jackson i soldi che gli chiedeva, avrebbe assunto "il figlio di puttana più cattivo che potesse trovare", l'avvocato Barry Rothman, per mettere alla berlina il cantante, umiliarlo e distruggergli la carriera definendo tale avvocato come un uomo senza scrupoli: "è spregevole, è cattivo, è molto intelligente e ha fame di pubblicità".
Quando Schwartz gli chiese che effetto avrebbe avuto la faccenda su suo figlio Jordan, Evan replicò:
Chandler aggiunse anche che:
Tutto sta procedendo secondo un piano che non è soltanto mio.»
Nell'agosto 1993 Chandler estrasse un dente a Jordan. Mentre Jordie era sotto anestesia, Evan somministrò al figlio un potente farmaco chiamato Amobarbital, un medicinale dalle proprietà ipnotiche che negli Stati Uniti venne considerato per anni una sorta di "siero della verità" ma che venne accusato da alcuni psicologi e scienziati di avere in realtà la capacità di fissare nuovi e falsi ricordi, sostituendo quelli precedenti; Evan chiese al ragazzo, sotto l'influsso di questo farmaco, se Jackson gli avesse mai toccato i genitali e Jordan rispose di si.
Evan Chandler e i suoi legali chiesero a Jackson un risarcimento di 20 milioni di dollari, altrimenti avrebbero portato il caso in tribunale e lo avrebbero dato in pasto ai media. Jackson la ritenne un'estorsione e rifiutò categoricamente. Qualche settimana dopo, il team di avvocati di Jackson fece una controfferta di 1 milione di dollari; essa venne respinta da Chandler, che ora chiedeva 15 milioni. Gli avvocati di Jackson rifiutarono nuovamente e abbassarono l'offerta a 350 000 dollari.
Il 15 luglio lo psichiatra infantile dott. Mathis Abrams scrisse a Rothman, che aveva chiesto il parere di un esperto per sostenere in tribunale le accuse nei confronti di Jackson. Abrams scrisse che sussisteva un "ragionevole sospetto" di abusi sessuali, su via del tutto ipotetica senza avere mai incontrato prima Evan o Jordan. Egli scrisse inoltre, che se ci fosse stata una reale denuncia per abuso su minori, e non un mero fatto ipotetico, sarebbe stato obbligato per legge a contattare il Dipartimento dei servizi per l'infanzia della contea di Los Angeles. Il 17 agosto Evan portò Jordan da Abrams e gli disse che Jordan era stato molestato. Nel corso di una seduta durata tre ore, non filmata dato che precedente al "caso Michael Crowe" (che portò all'obbligo di filmare gli interrogatori dei minorenni da parte di dipartimenti per l'infanzia e polizia), Jordan avrebbe rivelato al dottore che Jackson lo avrebbe abusato sessualmente per mesi, e diede presunti reseconti grafici di masturbazione e sesso orale. Jordan ripeté le accuse davanti agli agenti di polizia (anche in questo caso senza che l'interrogatorio venisse filmato) e avrebbe descritto le parti intime di Jackson, che però non saranno confutate dalle fotografie scattate alle parti intime del cantante durante le future indagini.

## Indagini
Il 18 agosto il Los Angeles Police Department aprì un'indagine criminale nei confronti di Michael Jackson per presunti abusi su minore. Inizialmente June Chandler disse alla polizia di non credere che Jackson avesse molestato suo figlio; tuttavia, cambiò idea in seguito.
Il 21 agosto fu emesso un mandato di perquisizione e la polizia si presentò ai cancelli del Neverland Ranch. Furono interrogati anche circa trenta bambini amici di Jackson; tutti negarono che il cantante fosse un pedofilo. Gary Hearne, l'autista di Jackson, testimoniò nella sua deposizione di aver portato di notte Jackson a casa di Jordan per poi andare a riprenderlo la mattina, per un periodo di circa un mese.
Il giorno che le accuse furono rese pubbliche, il 24 agosto 1993, Jackson si trovava a Bangkok per il Dangerous World Tour. Quel giorno, Anthony Pellicano, un detective privato assunto da Jackson, tenne una conferenza stampa nella quale accusò Evan Chandler di volere estorcere 20 milioni di dollari a Michael Jackson. Egli non menzionò il fatto che Jackson aveva fatto diverse contro offerte. Anche la famiglia Jackson indì una conferenza stampa per comunicare che Michael era vittima di estorsione. Il 26 agosto, i promoter di Jackson diffusero pubblicamente un nastro nel quale il cantante si scusava con i fan per la cancellazione del suo secondo concerto in due giorni.
Dopo che Rothman abbandonò il caso Chandler senza dare spiegazioni, il 31 agosto l'avvocato Gloria Allred tenne una conferenza stampa comunicando che dietro mandato dei Chandler, avrebbe intentato una causa civile nei confronti di Michael Jackson. Il 10 settembre anche la Allred dichiarò di avere abbandonato il caso, declinando ulteriori commenti e senza spiegare la motivazione. Il 13 settembre i Chandler assunsero come nuovo legale Larry R. Feldman.
Nel settembre 1993, alcuni agenti di polizia si recarono nelle Filippine per interrogare una coppia di ex domestici di Jackson. Tuttavia, entrambi mancavano di credibilità a causa di una discussione su stipendi arretrati che avevano avuto con Jackson.
Il 6 ottobre 1993 Jordan Chandler fu sottoposto a esame psichiatrico dal dott. Richard Gardner a New York. Il dott. Gardner aveva formulato la tesi della sindrome da alienazione genitoriale nel 1985, un disordine psicologico che insorge principalmente nel contesto delle controversie sulla custodia dei figli. Jordan diede il suo racconto di quello che era presumibilmente successo tra lui e Jackson nel maggio 1993, durante il loro viaggio a Monaco per i World Music Awards.
Gli Schwartz consegnarono alle autorità la registrazione della conversazione telefonica avuta con Evan Chandler a luglio, che trapelò sulla stampa. La registrazione in questione fu un caposaldo della difesa mediatica di Jackson. Jackson dedusse dal nastro di essere vittima di un padre geloso che era solo in cerca di denaro. Il nastro fu pubblicamente diffuso dall'investigatore privato di Jackson, Anthony Pellicano che, secondo alcuni detrattori, lo avrebbe reso pubblico solo dopo alcuni opportuni tagli. Nell'ottobre 1994, Mary A. Fischer della rivista GQ riportò la notizia che Chandler, prima di accusare Jackson ufficialmente di molestie sessuali sul figlio, aveva chiesto alla pop star di fargli avere un contratto per una sceneggiatura da scrivere, altrimenti lo avrebbe denunciato alla polizia.

### Testimonianze dello staff e di altri bambini
Brett Barnes, undici anni, dichiarò pubblicamente di avere diviso il letto con Jackson, ma di non avere mai subito abusi sessuali: «Io ero da una parte del letto e lui dall'altra. Era un letto grande». Wade Robson, dieci anni, disse a Fox Television di avere dormito con Jackson e che nulla di sessuale era accaduto.
Un ex responsabile della sicurezza di Neverland fece svariate accuse nei confronti di Jackson, dicendo di essere stato licenziato perché "sapeva troppo" e dichiarando di avere ricevuto ordine da Jackson di distruggere una fotografia di un bambino nudo. Invece di denunciare questi fatti alla polizia, egli vendette la storia a Hard Copy per la somma di 150 000 dollari. Il 13 dicembre 1993, una cameriera di Jackson, Blanca Francia, dichiarò di avere lasciato il lavoro "per il disgusto" provato dopo avere assistito a Jackson che faceva la doccia con un bambino, ma di non avere informato la polizia. Lisa D. Campbell riportò che la Francia era stata licenziata nel 1991 e che anche lei aveva venduto la sua storia a Hard Copy per 20 000 dollari. Tuttavia, quando Diane Dimond intervistò Blanca Francia nel suo show, la donna negò di essere stata licenziata anche se ammise di avere ricevuto un compenso da Hard Copy.

### Indagine su Evan Chandler
La polizia avviò anche un'indagine parallela su Evan Chandler per estorsione, scoprendo che l'uomo era in ritardo con gli alimenti di 68 400 dollari nei confronti della ex moglie nonostante fosse ben pagato come dentista. A seguito di un'indagine durata cinque mesi, il vice procuratore distrettuale della contea di Los Angeles Michael Montagna rilasciò una dichiarazione pubblica in cui affermava che nessuna accusa era stata mossa contro Chandler, citando la mancata denuncia per estorsione da parte degli avvocati di Jackson in modo tempestivo e la disponibilità di Jackson a negoziare con Chandler per diverse settimane. Montagna disse anche che le discussioni tra i rappresentanti di Jackson e Barry K. Rothman, l'avvocato di Chandler in quel momento, sembravano essere stati tentativi di risolvere una possibile causa civile, non tentativi di estorcere denaro.

### Utilizzo dei sedativi
Chandler ammise di aver impiegato dei sedativi sul figlio nell'intervento dentistico eseguito su Jordan, durante il quale il ragazzo aveva detto che Jackson gli aveva toccato il pene. L'Amobarbital è un barbiturico che può indurre nelle persone uno stato ipnotico se viene iniettato per endovena. Alcuni studi effettuati nel 1952 dimostrarono che tale stato può indurre "falsi ricordi". Secondo Alison Winter della University of Chicago, questo tipo di droghe mettono le persone in uno stato di "estrema suggestionabilità".
Mark Torbiner, l'assistente di poltrona che effettuò l'anestesia durante l'intervento, disse a GQ che somministrava abitualmente l'Amobarbital ai pazienti, per tranquillizzarli in caso di interventi delicati. Secondo Diane Dimond dello show televisivo Hard Copy, i registri dello studio dimostrerebbero invece che solitamente venivano usati Robinul e Vistaril.

### Esame corporale
Il 10 febbraio 1993 Michael Jackson rivelò nel corso di un'intervista televisiva condotta da Oprah Winfrey e mandata in onda in tutto il mondo, di soffrire di vitiligine, una patologia cutanea che distrugge la pigmentazione della pelle e crea macchie più chiare. L'intervista fu vista da 90 milioni di telespettatori e, dopo la messa in onda, fu ampiamente riportata dai media. Secondo Pellicano, Jordan Chandler disse che nel luglio 1993 Jackson si era sollevato la maglietta per fargli vedere le macchie sulla sua pelle.
Il 20 dicembre 1993 gli investigatori dell'ufficio dello sceriffo della contea di Santa Barbara e del LAPD convocarono Jackson per un esame corporale, poiché la polizia voleva verificare la descrizione fatta da Jordan dei genitali del cantante. Gli agenti fotografarono Jackson completamente nudo, cercando macchie dovute alla vitiligine descritte da Jordan sul pene e sullo scroto di Jackson.
Presenziarono all'esame il procuratore distrettuale Tom Sneddon, due detective, due fotografi, due medici, due degli avvocati di Jackson e una guardia del corpo. Gli avvocati e Sneddon acconsentirono a uscire dalla stanza quando l'esame ebbe inizio. In evidente imbarazzo, Jackson si spogliò completamente e si mise in piedi al centro della stanza. L'esame durò circa 25 minuti in totale.
Il 28 gennaio 1994 l'agenzia Reuters e USA Today riferirono che una fonte non identificata li aveva informati che "le fotografie semplicemente non corrispondevano alla descrizione del ragazzo". Secondo il detective Bill Dworin del LAPD, che parlò a NBC News nel febbraio 2003, invece la descrizione di Jordan dei genitali di Jackson corrispondeva ampiamente con le immagini ricavate dall'esame. Il procuratore distrettuale e il fotografo dello sceriffo hanno dichiarato che la descrizione era accurata, ma gli investigatori ritennero che le foto non corrispondessero alla descrizione. Nel marzo 1994 la madre di Jackson, Katherine, fu chiamata a testimoniare di fronte al Grand Jury della contea di Los Angeles. Gli investigatori le chiesero se il figlio avesse alterato l'aspetto dei propri genitali. Jordan aveva affermato nella sua deposizione che Jackson era circonciso. Tuttavia, l'autopsia effettuata sul corpo di Jackson nel 2009 rivelò che non lo era, senza nessun segno di ricostruzione chirurgica.

## Accuse e ritrattazione da parte di La Toya Jackson

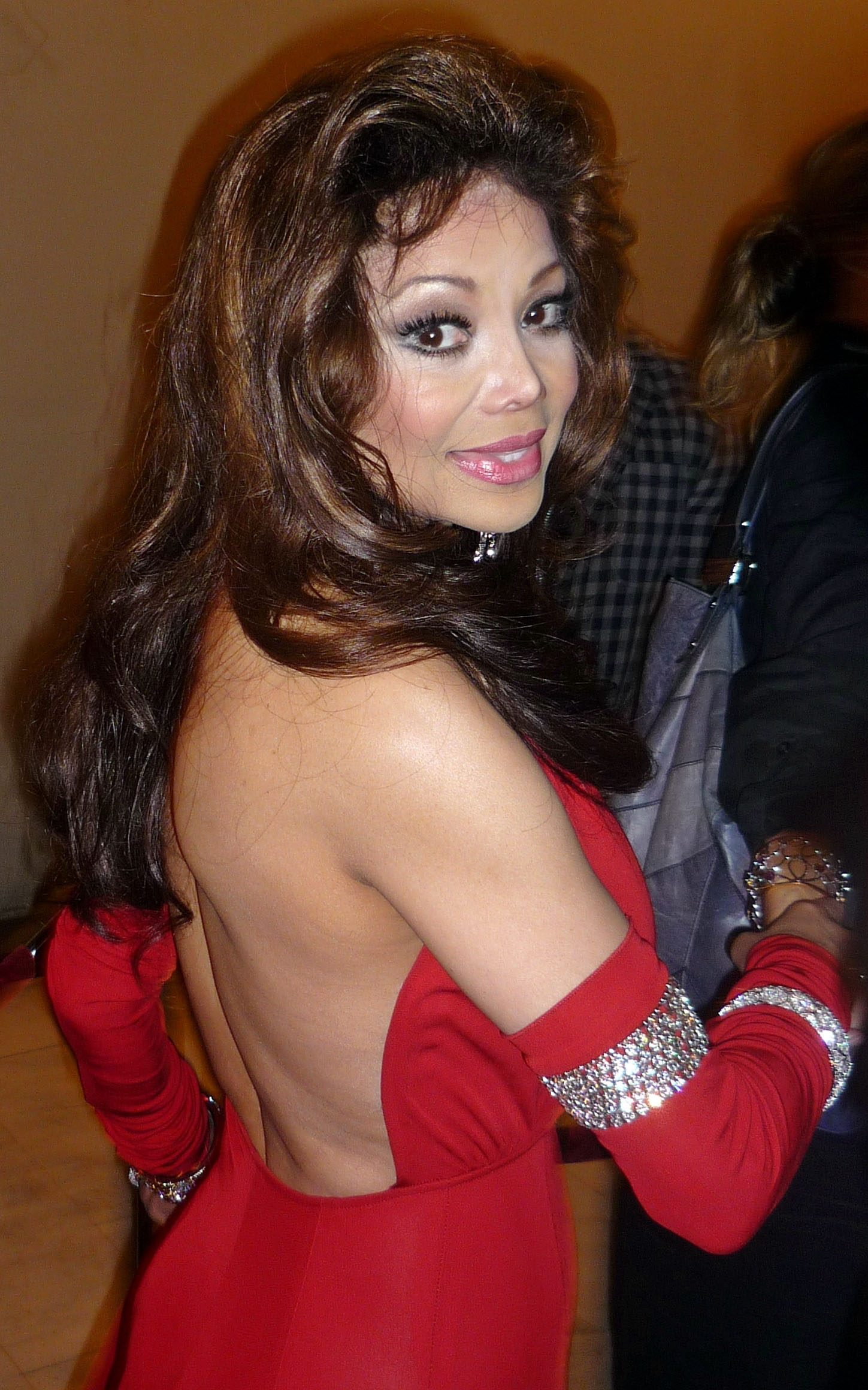
La Toya Jackson nel 2010

L'8 dicembre 1993 la sorella di Jackson, La Toya Jackson, che si era estraniata dalla famiglia e non lo vedeva da anni, dichiarò in una conferenza stampa da Tel Aviv che suo fratello era un pedofilo. Affermò inoltre di avere visto assegni intestati a famiglie di svariati ragazzini e che gli abusi fisici patiti da Jackson durante l'infanzia lo avevano trasformato in un molestatore. Il giorno dopo, La Toya ribadì le accuse alla conduttrice Katie Couric durante il programma televisivo Today: «So che si portava sempre dei ragazzini in camera e rimanevano nella sua stanza per giorni. Poi uscivano [...] C'era un altro ragazzo e portava qualcun altro ma mai due alla volta».
La Toya affermò di avere le prove della pedofilia di Jackson e si offrì di diffonderle dietro compenso di 500000 $. Varie riviste scandalistiche cercarono di avere l'esclusiva, ma le offerte non si concretizzarono, come scritto dal biografo di Michael Jackson J. Randy Taraborrelli, "perché La Toya non aveva molto da offrire, dopotutto". Il resto della famiglia la disconobbe.
Negli anni 2000, la donna ritrattò le accuse dicendo di essere stata costretta a farle, sotto minacce, dal suo ex-marito e manager Jack Gordon, un uomo manesco che aveva stretti contatti con la mafia e che arrivò a violentarla e picchiarla a sangue lasciandola quasi in fin di vita nella stanza di un hotel e a chiederle più volte di mentire riguardo alla sua famiglia così da ottenere cospicui compensi da parte di televisioni e giornali di tutto il mondo. Nel 2009, dopo essersi riappacificata da qualche anno con la famiglia Jackson, La Toya ribadì alla giornalista Barbara Walters che suo fratello non era mai stato un pedofilo e non aveva mai abusato di nessun bambino.

## Risposta di Jackson
Il 22 dicembre 1993 Michael Jackson rispose pubblicamente alle accuse per la prima volta, in una trasmissione via satellite dal Neverland Ranch:
(Michael Jackson)

## Reazione dei mass media

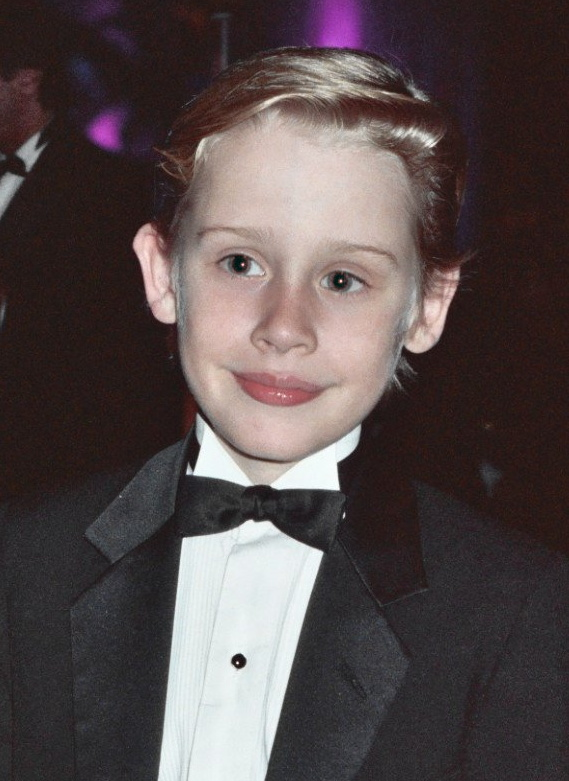
L'attore Macaulay Culkin, amico e difensore di Jackson

Molte delle informazioni circa le accuse furono rese disponibili (ufficialmente o meno) dall'accusa. Jackson fu ritratto come colpevole dai media, che ricorsero a titoli sensazionalistici lasciando implicitamente sottintesa la sua colpevolezza. Furono scritti articoli che citavano storie della sua presunta attività criminale, fu diffuso materiale delle indagini di polizia in corso, e furono pubblicate fotografie poco lusinghiere di Jackson.
Due settimane dopo la diffusione delle accuse, titoli come "Michael Jackson: Cala il sipario" riflettevano l'attitudine colpevolista della maggior parte dei media. Il New York Post uscì con il titolo "Peter Pan o pervertito?". In un servizio per lo show sensazionalistico Hard Copy, un giornalista dichiarò di essere in possesso di materiale comprovante "abusi sessuali da parte di Jackson sull'attore bambino Macaulay Culkin". In realtà, i documenti indicavano che Culkin aveva negato qualsiasi contatto sessuale con Jackson.
Due tabloid acquistarono documenti confidenziali dal dipartimento di polizia della città di Los Angeles per la cifra di 20000 $. Svariati ex dipendenti di Jackson che avevano lavorato a Neverland vendettero le proprie storie dei suoi presunti abusi sessuali su bambini a varie testate scandalistiche, invece di denunciare i fatti alla polizia. Una coppia chiese 100000 $, dichiarando di essere certa che Jackson avesse masturbato Macaulay Culkin almeno in un'occasione. Per un compenso di 500000 $, avrebbero anche affermato che Jackson aveva messo le mani nei pantaloni di Culkin per poi praticargli una fellatio. Culkin ha fortemente negato l'accusa e lo ha fatto di nuovo in tribunale durante il processo a Jackson del 2005.

## Causa legale
Il 14 settembre 1993 Jordan Chandler e i suoi genitori intentarono una causa civile nei confronti di Jackson. La causa affermava che Jackson aveva abusato sessualmente, sedotto, e intenzionalmente causato disagio emotivo a un minore. In novembre, gli avvocati di Jackson chiesero che il caso venisse sospeso per un massimo di sei anni o almeno fino al termine delle indagini penali. Le preoccupazioni per un processo civile durante un'indagine penale in corso e l'accesso da parte dei pubblici ministeri alle informazioni sui processi civili dei querelanti, derivavano dal diritto costituzionale di Jackson di appellarsi al quinto emendamento.
Il giudice della Corte Superiore David M. Rothman fissò la deposizione di Jackson prima della fine del gennaio 1994, ma disse che avrebbe riconsiderato la questione se l'imputato fosse stato incriminato penalmente. Jackson accettò di deporre il 18 gennaio. I suoi avvocati dissero che era ansioso di testimoniare, ma comunicarono anche che avrebbero potuto opporsi alla deposizione se le accuse penali fossero state presentate o fossero ancora all'esame alla sua data di deposizione. Dichiararono che se le accuse fossero state formalizzate, avrebbero richiesto che il processo penale iniziasse per primo. Tuttavia, quando le autorità notificarono agli avvocati di Jackson che le indagini sarebbero proseguite almeno fino a febbraio, la difesa di Jackson non riuscì ad ottenere un rinvio della causa civile. Rothman respinse la mozione del rinvio del processo civile fino alla conclusione delle indagini penali, e stabilì il 21 marzo 1994 come data di inizio del processo.
Il 24 gennaio 1994 i pubblici ministeri annunciarono che non avrebbero perseguito legalmente Evan Chandler per tentata estorsione, poiché gli avvocati di Jackson erano stati troppo lenti nel denunciare l'estorsione alla polizia e avevano invece cercato di negoziare un accordo monetario per diverse settimane. Chandler aveva presentato la sua richiesta di liquidazione all'inizio di agosto 1993, e gli avvocati di Jackson lo avevano ufficialmente accusato di tentata estorsione solo alla fine di agosto. Nell'indagine sull'estorsione, non è mai stato richiesto un mandato di perquisizione per perquisire le case e gli uffici di Chandler e Barry Rothman. Nessuna giuria si riunì quando entrambi gli uomini rifiutarono l'interrogatorio della polizia.
Nel febbraio 1994, il Grand Jury della contea di Santa Barbara si riunì per valutare se dovessero essere presentate delle accuse penali nei confronti di Jackson. Nel 1994 i dipartimenti dell'accusa in California avevano speso oltre 2 milioni di dollari e convocato due volte una giuria, ma le accuse di Jordan Chandler non furono ritenute corroborate dall'evidenza.

### Accordo extragiudiziale
Il team dei legali di Jackson si riunì tre volte per discutere il caso. Alla fine, venne convenuto che il cantante era troppo provato fisicamente e psicologicamente per sopportare un lungo processo e che avrebbe dovuto risolvere il problema in via extragiudiziale.
L'accordo venne formalizzato il 25 gennaio 1994, con 15331250 $ messi in un fondo fiduciario per Jordan, 1.5 milioni a ciascuno dei genitori, e 5 milioni di dollari all'avvocato della famiglia, per un totale di circa 23 milioni di dollari. Secondo una mozione passata al giudice Melville nel 2004, "l'accordo riguardava accuse di negligenza e il risarcimento è stato gestito dalla compagnia di assicurazioni del signor Jackson. Il [vettore] ha negoziato e pagato l'accordo, nonostante le proteste del signor Jackson e del suo consulente legale personale".
Il 29 gennaio 1994 l'Associated Press riportò la notizia che Jackson aveva richiesto alla sua assicurazione (la Transamerica Insurance Group) di finanziare l'accordo. Un legale della TIG, Jordan Harriman, si occupò il 13 gennaio di presentare l'offerta a Jackson per risolvere la questione. Jackson rifiutò la prima proposta dell'assicurazione ma seguirono ulteriori negoziazioni. Russ Wardrip, analista della compagnia di assicurazioni, inviò una raccomandata all'avvocato di Jackson, Howard Weitzman, specificando:
Nel 2004, Thomas Mesereau, avvocato di Jackson, disse: «Le persone che intendono guadagnare milioni di dollari dai dischi e dalla promozione musicale [di Jackson] non volevano avere pubblicità negativa derivante dalla causa legale che potesse interferire con i loro profitti. Michael Jackson ora rimpiange di avere accettato di pagare per l'accordo extragiudiziale. Questi accordi economici furono stipulati con una condizione primaria: quella condizione era che il signor Jackson non avesse mai ammesso alcun illecito. [Lui] negò sempre di avere fatto qualcosa di illecito [...] il signor Jackson ora si rende conto di essere stato mal consigliato all'epoca». Lo stesso Jackson volle spiegare la sua scelta di risolvere la questione in maniera extragiudiziale: «Volevo andare avanti con la mia vita. Troppe persone erano già state ferite. Voglio fare dischi. Voglio cantare. Voglio esibirmi di nuovo [...] È il mio talento. Il mio duro lavoro. La mia vita. Questa è la mia decisione». Egli disse anche che voleva evitare il "circo mediatico", spiegando che pagare era l'unico modo per far sì che tutti i programmi televisivi e giornalistici sugli scandali sul suo conto non lo accusassero per reati mai commessi.
Gli avvocati di Jackson specificarono che l'accordo economico non poteva essere utilizzato come prova di colpevolezza in futuri casi civili e penali, e che entrambe le parti avevano firmato un accordo di riservatezza.

## Chiusura dell'indagine
Il procuratore distrettuale Gil Garcetti affermò che l'accordo non aveva avuto ripercussioni sull'azione penale e che le indagini erano in corso. Jordan Chandler fu intervistato dopo l'accordo dai detective alla ricerca di prove di molestie su minore, ma non scattò nessuna incriminazione. Il 2 maggio 1994 la giuria della contea di Santa Barbara si sciolse senza avere mai incriminato formalmente Jackson, mentre la giuria della contea di Los Angeles proseguì le indagini.
I Chandler smisero di collaborare con gli inquirenti il 6 luglio 1994. La polizia non proseguì ulteriormente le indagini. Citando la mancanza dell'evidenza dei fatti senza la testimonianza di Jordan, lo Stato della California chiuse ufficialmente l'indagine il 22 settembre 1994. Il procuratore distrettuale Sneddon e Lauren Weis, capo dell'unità per i crimini sessuali della contea, affermarono che la fine delle indagini non rifletteva alcuna mancanza di fiducia nella credibilità delle presunte vittime. L'intero procedimento giudiziario coinvolse due giurie e oltre 400 testimoni ascoltati in un periodo di 13 mesi.

## Conseguenze
Una settimana dopo l'accordo nel gennaio 1994, il procuratore distrettuale di Los Angeles Garcetti annunciò di sostenere la modifica di una legge che proibiva alle vittime di violenza sessuale di essere obbligate a testimoniare nei procedimenti penali. L'emendamento, introdotto nell'assemblea statale di febbraio, avrebbe immediatamente consentito a Garcetti di costringere Jordan Chandler a testimoniare.

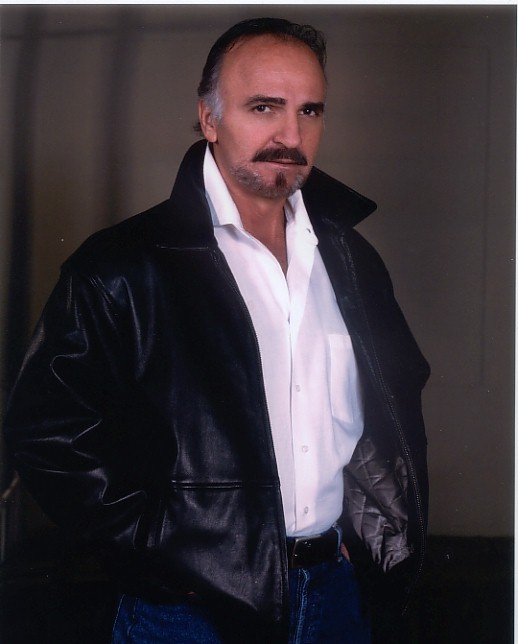
Paul Barresi nel 2002

Il 15 febbraio 1994 il programma televisivo PBS Frontline mandò in onda il documentario Tabloid Truth: The Michael Jackson Story, che tratta della stampa scandalistica che si era preoccupata maggiormente di vendere copie piuttosto che fornire un resoconto accurato dello scandalo. Il documentario riportò la notizia che la coppia di domestici filippini di Jackson, Mariano "Mark" e Ofelia "Faye" Quindoy, avevano venduto la loro storia ai giornali. I due furono descritti come inaffidabili. Phillip e Stella LeMarque, altra coppia di ex-dipendenti di Jackson, vendettero una storia di pedofilia ai tabloid attraverso l'ex attore di film pornografici Paul Barresi, che nel 1990 aveva venduto con successo una storia al National Enquirer sostenendo di avere una relazione con John Travolta, per poi ritrattare. Cogliendo l'opportunità dello scandalo, Barresi aveva registrato su nastro le presunte prove e disse al Globe di essere intenzionato a consegnarle al procuratore distrettuale. Il tabloid e Barresi si accordarono per 15000 $. Il giornalista di Splash News Kevin Smith dichiarò: «Molte persone che hanno affermato di avere visto Jackson fare questo, quello o quell'altro - non sarebbero andati prima dalla polizia. Il loro interesse principale era il denaro e sarebbero venuti da giornalisti che avrebbero potuto dare loro dei soldi. Quindi, in quelle circostanze, i giornalisti sanno di più su quello che è successo di quanto ne sappia la polizia».
Tre anni dopo, Victor M. Gutierrez pubblicò il libro Michael Jackson was my lover: the secret diary of Jordy Chandler sulla relazione tra Jordan Chandler e Jackson. Gutierrez affermò che il libro si basava sul diario personale di Jordan all'epoca dei fatti, che conteneva i dettagli dei presunti incontri sessuali tra i due. Secondo un giornalista del quotidiano tedesco Die Tageszeitung, negli anni ottanta Gutierrez aveva frequentato come reporter le riunioni della North American Man Boy Love Association (NAMBLA), un'associazione che propugnava la depenalizzazione della pedofilia e della pederastia. Egli disse che il gruppo riteneva Jackson "uno di loro" e che i membri dell'associazione insistevano sul fatto che la relazione tra Jordan e Jackson fosse romantica. I Chandler dichiararono che Jordan non aveva mai tenuto un diario, definendo Gutierrez un "bugiardo".
Nel 1997 Jackson fece causa a Gutierrez per diffamazione dopo che lo scrittore aveva dichiarato di essere in possesso di un nastro nel quale si sentiva Jackson che molestava suo nipote Jeremy, figlio di Jermaine Jackson. Il giudice diede ragione a Jackson e stabilì in suo favore un risarcimento pari a 2.7 milioni di dollari. Gutierrez, per non pagare, scappò in Cile dopo la causa. Una volta in Cile, Gutierrez venne arrestato e incriminato dalla polizia perché tentò di incastrare un politico del luogo per mostrare che era pedofilo, pagando un ragazzino intorno ai 20,000 pesos per mentire riguardo a dei presunti abusi. Jackson inoltre citò in giudizio la giornalista Diane Dimond chiedendo un risarcimento di 100 milioni di dollari, dopo che la donna era apparsa nella trasmissione televisiva Ken and Barkley per discutere del presunto nastro incriminante di Gutierrez. La causa venne archiviata nel 1997.

### Conseguenze sulla famiglia Chandler
Jordan si emancipò legalmente dai genitori all'età di 14 anni. Nel 1996 Evan Chandler fece causa a Jackson per circa 60 milioni di dollari, sostenendo che il cantante aveva violato l'accordo di riservatezza sul caso perché aveva accennato ad alcuni particolari durante un'intervista con la giornalista Diane Sawyer e pubblicato nell'album HIStory (1995) alcune canzoni che, secondo Chandler, riguardavano il caso del 1993. Nel 1999 un tribunale si pronunciò a favore di Jackson e respinse la causa.
Il 5 agosto 2005, Jordan presentò una denuncia per tentato omicidio e una richiesta per un ordine restrittivo contro suo padre. Il motivo era che Evan avrebbe colpito Jordan alla testa da dietro con un peso di 5 chili e mezzo e avrebbe anche cercato di soffocarlo.
Il 5 novembre 2009, cinque mesi dopo la morte di Michael Jackson, Evan Chandler fu trovato senza vita, dopo essersi sparato con una pistola nel suo appartamento nel New Jersey: la causa della morte, ovviamente, non può essere ricollegata per certo a quella di Michael Jackson.

### Conseguenze sulla carriera di Jackson
La reputazione commerciale e l'immagine pubblica di Jackson diminuirono in seguito alle accuse. Il governo di Dubai gli proibì di esibirsi in risposta a un opuscolo anonimo che lo attaccava come immorale. Jackson dovette rinunciare a un accordo per comporre una canzone e girare un video da collegare al film La famiglia Addams 2, e restituì un anticipo di 5 milioni di dollari. Il 14 novembre 1993 la PepsiCo interruppe la collaborazione con l'artista durata nove anni, inducendo alcuni fan a boicottare l'azienda. Secondo fonti contrastanti, Jackson aveva accettato di comporre la musica per il videogioco Sonic the Hedgehog 3, ma abbandonò il progetto a causa delle accuse.
Nel maggio 1994, Jackson si sposò con Lisa Marie Presley, l'unica figlia di Elvis Presley, creando una grande attenzione mediatica. Secondo i suoi detrattori, il matrimonio sarebbe stato in realtà una trovata pubblicitaria per distogliere l'attenzione dei media dalle accuse di presunti abusi.
Il successivo album di Jackson, HIStory, pubblicato nel giugno del 1995, "crea un'atmosfera di paranoia" secondo il critico musicale Stephen Thomas Erlewine di Allmusic. Il suo contenuto si concentra sulle lotte pubbliche che Jackson ha dovuto affrontare prima della produzione del disco. In canzoni come Scream, They Don't Care About Us, This Time Around, Money, Tabloid Junkie e 2 Bad, Jackson esprime la sua rabbia nei confronti dei media e dei suoi detrattori. Nella ballata Stranger in Moscow, egli lamenta la sua "rapida e improvvisa caduta in disgrazia". In D.S., egli attacca un personaggio fittizio, identificato nel libretto dell'album con il nome "Dom S. Sheldon" (per questioni legali) quando in realtà, per tutta la durata del brano, Jackson pronuncia il nome "Thomas "Tom" Sneddon", il procuratore distrettuale che aveva richiesto il suo esame corporale e che lo aveva indagato durante il caso Chandler. Jackson descrive il personaggio come un suprematista bianco che avrebbe agganci col Ku Klux Klan e che manda lettere all'FBI e che vuole "il suo culo, vivo o morto". In un'intervista con Diane Dimond, Sneddon rispose: «Non gli ho fatto, diciamo, l'onore di ascoltarlo, ma mi è stato detto che la canzone finisce con il suono di uno sparo».

### Accuse successive

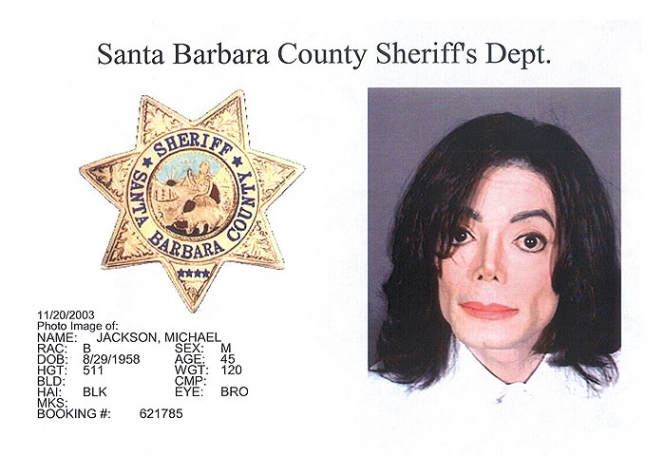
Foto segnaletica di Jackson nel 2003

Il 18 dicembre 2003, Jackson fu rinviato a giudizio per dieci capi d'accusa, di cui quattro minori: quattro per presunte molestie su un minore, quattro per presunta somministrazione di una sostanza intossicante (alcool) su un minore al fine di abusare sessualmente di Gavin Arvizo (un ragazzo di tredici anni che aveva aiutato a guarire dal cancro), uno per presunte tentate molestie su minori e uno per presunta cospirazione, ovvero trattenere il ragazzo e la sua famiglia prigionieri a fini estorsivi e di sottrazione di minori. Jackson negò tutte le accuse. Sneddon condusse nuovamente le indagini.
Il processo ebbe inizio a Santa Maria in California, il 31 gennaio 2005. Il giudice consentì l'ammissione di testimonianze circa accuse passate, incluso il caso del 1993, per stabilire se l'imputato avesse una propensione a commettere determinati reati. Tuttavia, Jordan Chandler lasciò gli Stati Uniti per evitare di testimoniare. Al suo posto testimoniò invece sua madre, June, che ammise di non vedere più il figlio da anni e di non aver mai visto personalmente Jackson abusare di nessun bambino, incluso suo figlio.
Michael Jackson fu prosciolto da tutte le accuse il 13 giugno 2005.
Nel 2016, Jordan, ormai 36enne, venne nuovamente chiamato a testimoniare in una successiva causa di presunti abusi intentata contro gli eredi di Jackson dal coreografo Wade Robson e dall'ex attore James Safechuck, che in passato avevano difeso Jackson durante le precedenti accuse, ma Chandler si rese nuovamente irraggiungibile, così gli investigatori contattarono sua sorella minore, Lily Chandler, la quale presentò istanza al giudice, chiedendo il blocco della deposizione affermando di non ricordare alcun abuso sessuale dato che aveva solo cinque anni ai tempi delle accuse del 1993.